# 奧地利的卡塔里娜 (1420-1493)
奧地利的卡塔里娜（德語：Katharina von Österreich，1424年—1493年9月11日），巴登藩侯夫人，神聖羅馬皇帝腓特烈三世的妹妹。

## 家庭
1447年，卡塔里娜與巴登的卡爾一世結婚，兩人共有3子3女：
1. 卡塔里娜（德语：Katherina von Baden）（1449年—1484年）
2. 辛伯加（德语：Cimburga von Baden）（1450年—1501年）
3. 瑪格麗塔（德语：Margaretha von Baden）（1452年—1496年）
4. 克里斯托夫（1453年—1527年）
5. 阿爾布雷希特（英语：Albert, Margrave of Baden-Hachberg）（1456年—1488年）
6. 腓特烈（英语：Frederick IV of Baden）（1455年—1517年）